# Eurytoma transvaalensis
Eurytoma transvaalensis är en stekelart som beskrevs av Cameron 1911. Eurytoma transvaalensis ingår i släktet Eurytoma och familjen kragglanssteklar. Inga underarter finns listade i Catalogue of Life.